# Hugo Leicht (Politiker, 1934)

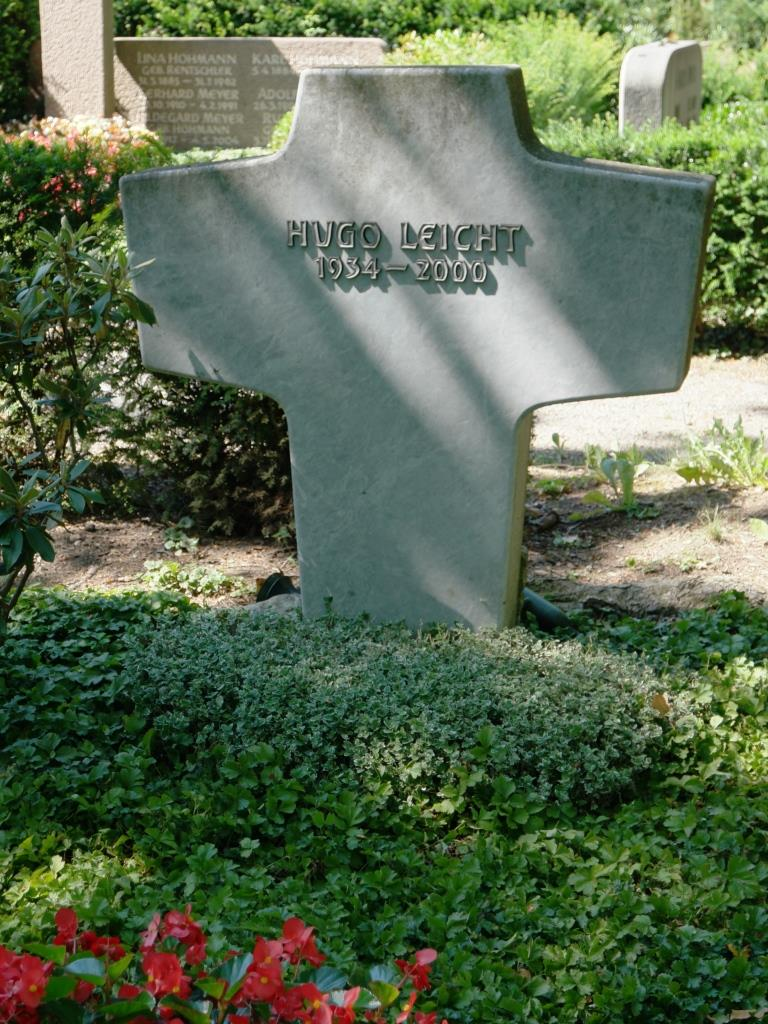
Grab von Hugo Leicht auf dem Pforzheimer Hauptfriedhof

Hugo Leicht (* 29. September 1934 in Freiburg im Breisgau; † 2. Juni 2000 in Pforzheim) war ein deutscher Politiker der CDU.

## Partei und Ämter
Seine politische Tätigkeit begann Leicht 1971, als er für die CDU in den Gemeinderat der Stadt Pforzheim einzog. Schon ein Jahr später wurde Leicht als Abgeordneter in den Landtag von Baden-Württemberg gewählt, dem er bis 1996 ohne Unterbrechungen angehörte. Zwischen 1977 und 1993 war er Vorsitzender des Neuen Kreisverbandes Enzkreis/Pforzheim.
Nach der Wahl zum Ministerpräsidenten von Baden-Württemberg im Januar 1991 holte Erwin Teufel Leicht in sein Kabinett und übertrug ihm die Aufgaben eines Politischen Staatssekretärs im Ministerium für Kultus, Jugend und Sport Baden-Württemberg. Nach der Landtagswahl 1992 stand Leicht für diese Aufgabe nicht mehr zur Verfügung. Sein Nachfolger wurde Rudolf Köberle. Leicht gehörte jedoch noch bis zum Ende der Legislaturperiode 1996 dem Landtag an.